# فيكتور غوادالوبي توريس
فيكتور غوادالوبي توريس (بالإسبانية: Víctor Guadalupe Torres)‏ (27 أغسطس 1995 في المكسيك - ) هو لاعب كرة قدم مكسيكي في مركز الدفاع.

## وصلات خارجية
- فيكتور غوادالوبي توريس على موقع قاعدة بيانات كرة القدم.إي يو (الإنجليزية)
- فيكتور غوادالوبي توريس على موقع Soccerway.com (الإنجليزية)